# Pentarhopalopilia madagascariensis
Pentarhopalopilia madagascariensis är en tvåhjärtbladig växtart som först beskrevs av Cavaco & Keraudren, och fick sitt nu gällande namn av P. Hiepko. Pentarhopalopilia madagascariensis ingår i släktet Pentarhopalopilia och familjen Opiliaceae. Inga underarter finns listade i Catalogue of Life.